# Dasyhelea sublettei
Dasyhelea sublettei är en tvåvingeart som beskrevs av Wirth 1987. Dasyhelea sublettei ingår i släktet Dasyhelea och familjen svidknott. Inga underarter finns listade i Catalogue of Life.